# Vallée sacrée des Incas
La Vallée sacrée des Incas ou Vallée de l'Urubamba est située dans les Andes du Pérou, près de la capitale de l'Empire inca, Cuzco, à une altitude moyenne de 2 800 m d'altitude et en amont du site sacré de Machu Picchu. La vallée est généralement considérée comme incluant tout ce qui se trouve entre Písac en amont et Ollantaytambo en aval le long de la rivière Urubamba, la « rivière sacrée » qui a creusé cette vallée. Une définition plus large l'étend jusqu'au Machu Picchu. La rivière Urubamba est alimentée par les nombreux affluents qui descendent des vallées et gorges attenantes. Cette zone où l'on parle toujours l'aymara et le quechua regroupe de nombreux sites archéologiques, bourgades, villages et auberges datant de l'époque incaïque, ainsi que d'importantes portions bien préservées des chemins incas. La vallée était particulièrement appréciée par les Incas pour ses caractéristiques géographiques et climatiques, et pour sa fertilité. De nos jours aussi champs de maïs et potagers y prospèrent, alternant avec des forêts de qiwiña fournissant le bois nécessaire. C'était en outre un des principaux sites pour l'extraction de richesses minérales.

## Principaux sites
Dans la Vallée sacrée des Incas et au-dessus se trouvent notamment les sites de :

### Huchuy Qosqo
La « petite Cuzco » surplombe la Vallée Sacrée au-dessus du village de Lamay et de la ville de Calca. C'est une ancienne résidence des souverains incas. On accède au site à pied depuis Tambomachay, la communauté indigène de Patabamba ou encore le village de Chinchero. Depuis la Vallée Sacrée un chemin monte depuis Lamay jusqu'au site.

### Yucay
Résidence d'été des Sapa Inca, le site de Yucay a été principalement aménagé par le dernier inca Huayna Capac. Le système monumental de terrasses et de canaux d'irrigations est l'un des plus impressionnants, avec ceux de Pisaq et d'Ollantaytambo. L'alignement des terrasses et de leurs énormes murs de contention inclinés et le tracé absolument rectiligne des canaux d'irrigation sont parmi les exemples les plus achevés d'aménagements incas. On pense qu'il a fallu plus de 10 000 mitayoq (ouvriers venus des ayllu, communautés de l'époque qui payaient ainsi l'impôt impérial en journées de travail) pour construire ce complexe, et qu'il a fallu amener la terre depuis la plaine d'Anta située à près de 50 km de là.

### Chichubamba et l'ancien palais de Huayna Capac
Situés à l'emplacement du cimetière actuel mais de dimensions plus grandes, les vestiges du palais du dernier inca montrent une architecture adaptée à la famille élargie des temps précolombiens, le clan ou ayllu. Ceux de la noblesse de l'empire étaient appelés panaka. Constitué d'une cancha (enclos entourée d'un mur de pierres et d'adobe) et de plusieurs maisons individuelles séparées par des patios et des murs intérieurs de séparation, le palais traditionnel incas peut couvrir plusieurs hectares et abriter plusieurs panakas.

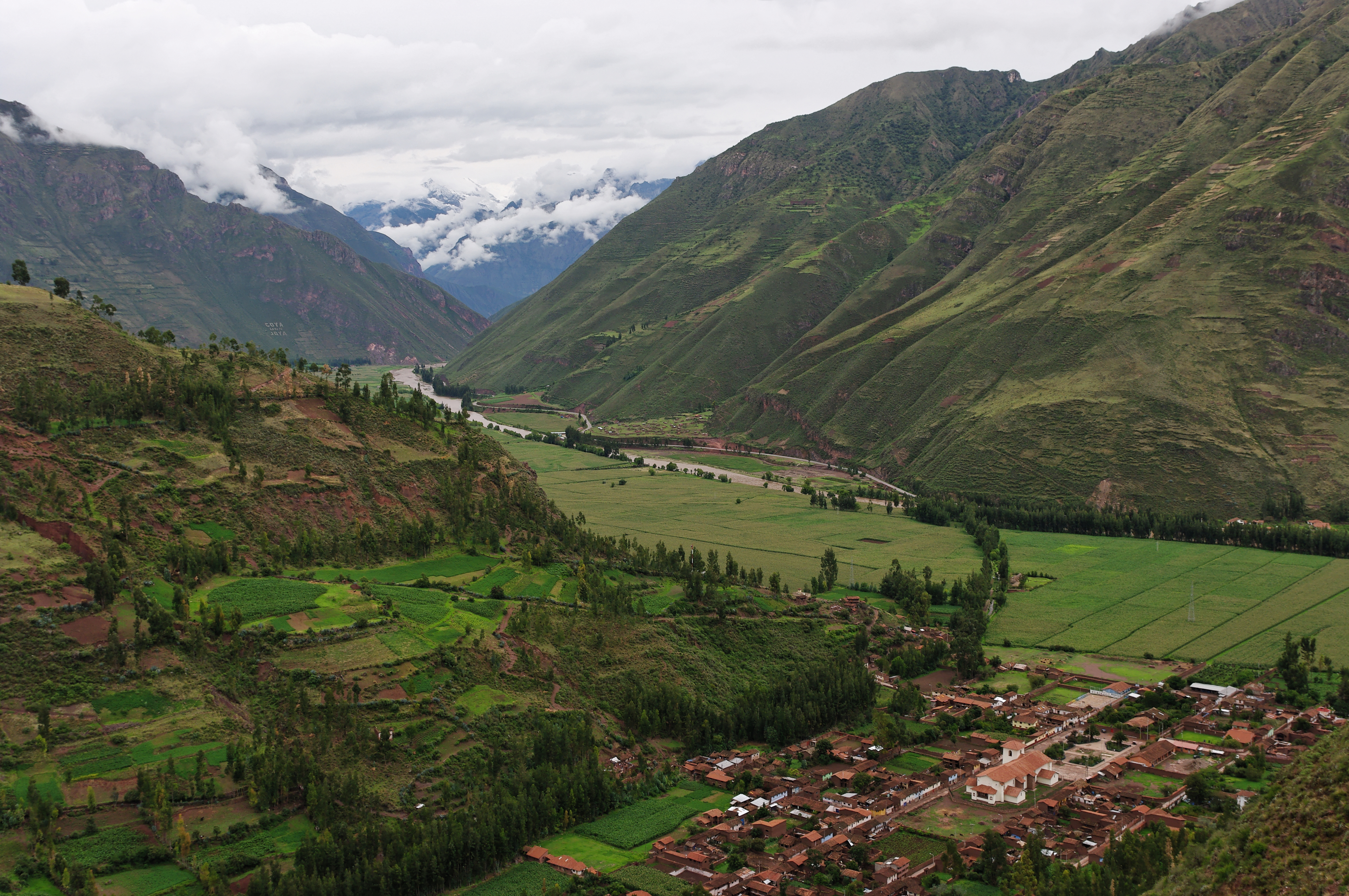
Vallée sacrée des Incas et village de Taray.

### Les salines de Maras
Au-dessus de la Vallée Sacrée se trouve le village troglodyte de Pichinkoto, où les salines de Maras sont exploitées par les familles de la communauté paysanne de Maras, village situé sur le plateau qui surplombe la Vallée. Ce sont plusieurs centaines de petites restanques qui s'étagent au flanc de la quebrada qui descend du plateau et où le sel sèche en attendant d'être récolté et commercialisé.

### Moray

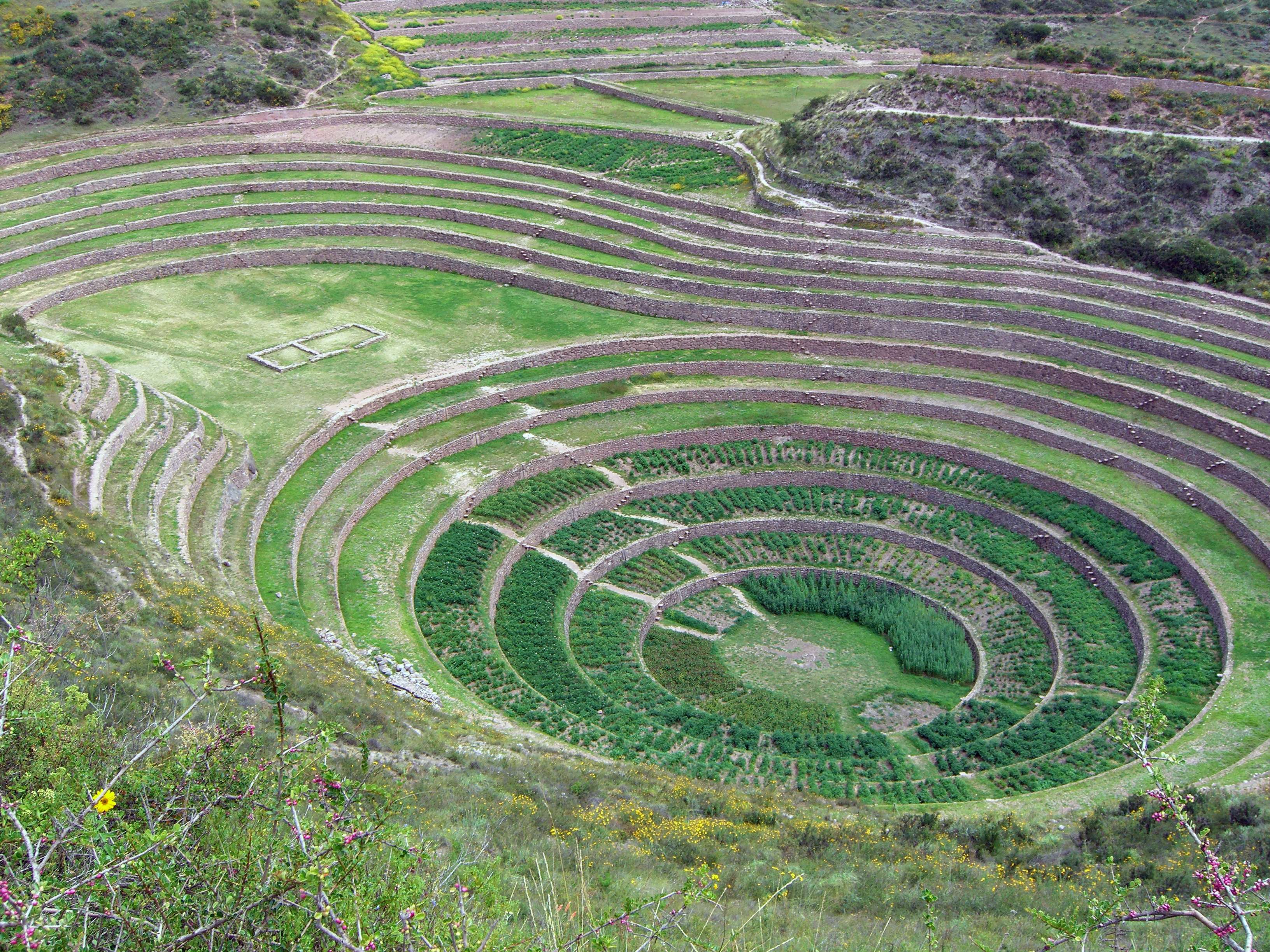
Terrasses agronomiques de Moray

### Laquebradade Pumahuanca
Classée comme réserve, la quebrada (gorge) qui s'élève jusqu'aux cimes enneigées des Pumahuanca est peuplées de nombreuses plantes endémiques et principalement de bois de qiwiña. Le qiwiña est certainement l'un des arbres vivant le plus haut au monde : il pousse jusqu'à des altitudes supérieures à 3 500 m. La particularité de cet arbre est qu'il se développe en général sur les pierriers et qu'il produit lui-même son propre humus grâce à l'aspect feuilleté renouvelable de son écorce, dont les débris tombent en permanence à ses pieds et en se décomposant lui rendent les nutriments dont il a besoin. Ses feuilles sont recouvertes d'une sorte de cire qui empêche une trop grande évaporation de ses ressources hydriques pendant la journée, et d'un fin duvet blanc qui les protège du froid intense de l'altitude la nuit. Malheureusement et depuis l'arrivée des conquérants espagnols au XVe siècle le qeuña a pratiquement disparu des environs de la Vallée Sacrée, transformé en bois de chauffage et de construction. Le fond de la quebrada de Pumahuanca montre de beaux exemples de queuñales (bois de qiwiña).

### Les communautés indigènes d'altitude au-dessus de la Vallée Sacrée
Même si à proprement parler ces communautés ne vivent pas géographiquement dans la Vallée, mais plutôt sur les pentes de la cordillère qui la surplombe, les habitants de la Vallée les appellent « comunidades de las alturas del Valle Sagrado » (communautés des altitudes de la Vallée Sacrée). Depuis Ollantaytambo les communautés de Huilloq et Patacancha sont les plus accessibles : elles accueillent quelques touristes chaque année. Plus éloignées et vivant dans les quebradas qui se trouvent derrière la chaîne qui s'étend du Pitusiray au Halankoma, les communautés de Huacahuasi, Cuncani, Quishuarani, Chupani, Quelcanca, Cochayoq et Quachín partagent les mêmes traits culturels : on croise souvent leurs habitants, reconnaissables à leur poncho rouge, sur les marchés de la Vallée Sacrée entre Urubamba et Ollantaytambo, ou sur la place d'Ollantaytambo. Ce sont ces wayruro qui forment le gros des porteurs qui travaillent sur le célèbre « chemin de l'inca ». D'autres communautés comme celles de Cancha-Cancha et de Pacchaq, perchées au fond des quebradas adjacentes à la Vallée forment aussi partie de ce groupe culturel très distinct parmi les communautés indigènes des Andes de la région.

### Machu Picchu

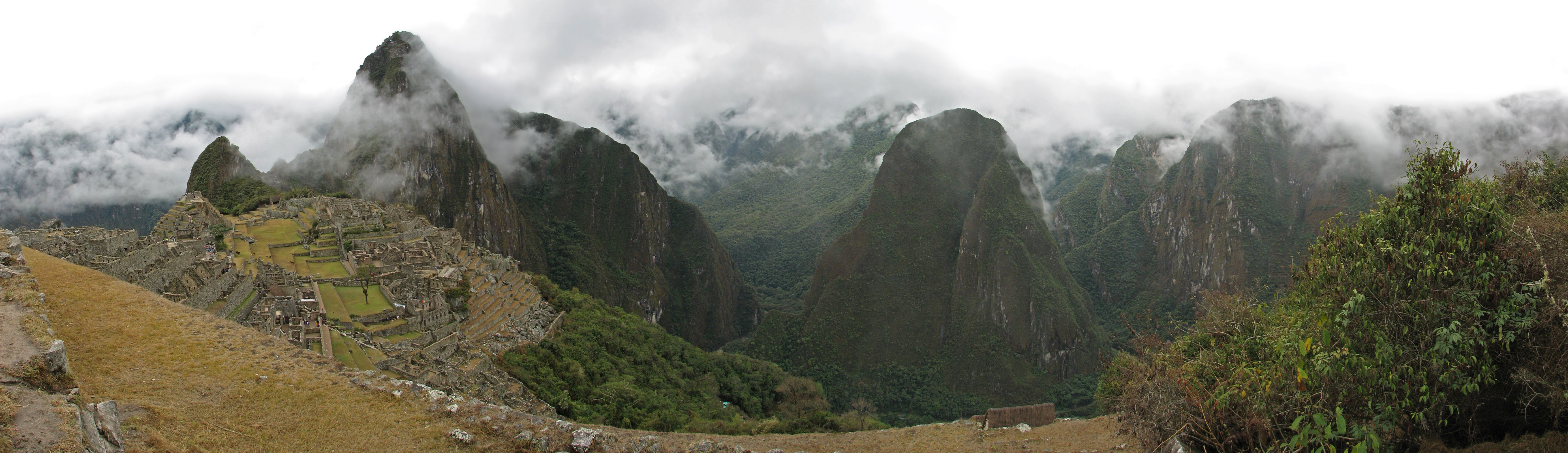
Le site de Machu Picchu surplombe la vallée d'Urubamba.

## Sources
1. ↑  Pages touristiques sur la Vallée sacrée : , Valle Sagrado,  y El Valle Sagrado de los Incas